# إلياس مرقص
إلياس مرقص (ولد في اللاذقية عام 1927 وتوفّي عام 1991) مفكر سوري ومن المفكرين الماركسيين العروبيين، الذين حاولوا إيجاد وحدة بين التيار الماركسي والقومي العربي أو كما يقال إنجاز الماركسية المُعرّبة، وإن بصيغة مختلفة عما كان حاول إنجازه مفكرون كعصمت سيف الدولة ونديم البيطار القادمين من التيار القومي العربي، لكن مع إفراد حيز مهم للجانب النظري من حيث أسبقيته على كل ممارسة سياسية (التطبيق) الذي يخترق كل جوانب العمل القومي العربي نحو الاشتراكية.

## السيرة الشخصية
ينحدر الياس مرقص من أسرة معلمين من مدينة اللاذقية في سورية. حصل على البكالوريا (القسم الأول العلمي في عام 1945) من مدرسة الفرير و (القسم الثاني: فرع الفلسفة في عام 1946)، وعلى شهادة مرشح في العلوم الاجتماعية وإجازة في العلوم البيداغوجية (التربوية التعليمية) في عام 1952 من جامعة بروكسل الحرة.
مارس الياس مرقص التعليم (فلسفة) غالبية عمره (1952 ـ 1979)، وخلال خدمته العسكرية الإلزامية تعرف الياس مرقص على ياسين الحافظ والذي سيترك اثرا دائما في حياة الرجلين، حيث سيتعرف ياسين الحافظ من خلال مرقص على الماركسية.
بدأت علاقة الياس مرقص بالحزب الشيوعي السوري خلال دراسته في بلجيكا، واستمرت بعد عودته إلى سوريا حتى 1956 حيث طُرِّد لمطالبته بالديمقراطية الحزبية وآراؤه المتعلقة بالماركسية السوفيتية (الستالينية)، وقد عبأت قيادة الحزب وقتها الأعضاء عليه متهمة اياه بالعمالة لوكالة المخابرات المركزية الأمريكية ووصل الحال إلى انه تعرض للضرب والإيذاء الجسدي.
في وقت متأخر جدا سَيُعَاد الاعتبار إلى الياس مرقص من قبل الحزب الشيوعي السوري.
أسهم في إنشاء مجلة الواقع الفصلية، الفكرية الثقافية، في بيروت 1980 ـ 1982، وفي إنشاء مجلة الوحدة الشهرية التي صدرت عن المجلس القومي للثقافة العربية في باريس 1984. بالإضافة إلى تأليفه العديد من المؤلفات المتعلقة بالماركسية العربية كما بنقد الفكر القومي العربي، يضاف اليها عمله في الترجمة، حيث قام بترجمة العديد من الكتب من الفرنسية إلى العربية مع مقدمة مطولة منه، وهي التي عادةً ما كانت توازي في أهميتها الكتاب المترجم نفسه.

## فكر إلياس مرقص
كثيرون من الذين اهتموا بإلياس مرقص، أو كتبوا عنه ودرسوه، يميلون إلى تمييز طورين اثنين في مجموع عمله وفي مساره: طور أول يمتد من منتصف الخمسينات وحتى منتصف السبعينات وهو الطور الذي كتب فيه معظم مؤلفاته المعروفة، بالإضافة إلى ترجمات مهمة أيضاً، وطور ثان يمتد من منتصف السبعينات وحتى نهاية الثمانينات وهو الطور الذي اتسم أكثر بالانكباب على الترجمة واستأثرت فيه الفلسفة على الحيز الأكبر من نشاطاته وجهوده

## أعماله
من أعمال إلياس مرقص
- الماركسية السوفياتية والقضايا العربية
- نقد الفكر القومي عند ساطع الحصري
- تاريخ الأحزاب الشيوعية
- الماركسية والشرق

- الماركسية في عصرنا
- في الأمة والمسألة القومي، بالاشتراك مع (رودنسن-توما)
- المذهب الجدلي والمذهب الوضعي، 1991
- العقلانية والتقدم
- نقد العقلانية العربية
- حوار العمر

من ترجماته
- تحطيم العقل، أربعة أجزاء، تأليف: جورج لوكاش
- القرى الأولى في بلاد الشام تأليف: جاك كوفان
- الدفاتر الفلسفية، ثلاثة أجزاء، تأليف: لينين
- مختارات هيغل
- المؤلفات السياسية الكبرى، تأليف: جان جاك شفاليه
- حول المسألة اليهودية، تأليف: باور – ماركس
- فلسفة عصر النهضة، تأليف: إرنست بلوخ

## مؤلفات ومقالات عنه
- إلياس مرقص: حوارات غير منشورة، طلال نعمة، المركز العربي للأبحاث ودراسة السياسات، 2013
- الياس مرقص و الفكر القومي، 1993
- إلياس مرقص النظرية، العقلانية والتاريخ، 2017
- خارج السرب - الياس مرقص، ياسين الحافظ، مصطفى الولي، جار الحوار للنشر والتوزيع، 1997
- جدلية المعرفة والسياسة: حوارات مع إلياس مرقص، النايا للدراسات والنشر والتوزيع، 2011
- فلسفة التحرر القومي العربي : في فكر مهدي عامل، إلياس مرقص، سمير أمين، ومنيف الرزاز،ورد للنشر والتوزيع، 2003

- الفكر السياسي عند الياس مرقص ، عبد الله هوشة
- إلياس مرقص بين التأسيس واستشراف للمستقبل بعد خمسة عشر عاما على رحيله، نضال درويش
- بحث في العقل اليساري العربي ـ الياس مرقص نموذجاً، شاهر أحمد نصر
- قراءة في كتابات المفكر السوري الياس مرقص حول التيارين القومي والماركسي، عبد الله تركماني

## وصلات خارجية
- إلياس مرقص على موقع أرشيف الشارخ.